# Tommy Gemmell
Tommy Gemmel (Motherwell, 1943. október 16. – 2017. március 2.) válogatott skót labdarúgó, hátvéd, edző.

## Pályafutása

### Klubcsapatban
1961 és 1971 között a Celtic labdarúgója volt, ahol hét bajnoki címet és öt skót kupa-győzelmet ért el a csapattal. Tagja volt az 1966–67-es idényben első brit csapatként BEK-győzelmet elérő együttesnek. Az 1971–72-es idény alatt szerződött az angol Nottingham Foresthez, ahol 1973 nyaráig játszott. Ezt követően az amerikai Miami Toros játékosa volt rövid ideig. 1973 őszén már ismét Skóciában szerepelt. Négy szezonon keresztül a Dundee FC játékosa volt. Az aktív labdarúgástól 1977-ben vonult vissza.

### A válogatottban
1966 és 1971 között 18 alkalommal szerepelt a skót válogatottban és egy gólt szerzett.

### Edzőként
1977 és 1980 között a Dundee FC, 1986-87-ben és 1993-94-ben az Albion Rovers vezetőedzője volt.

## Sikerei, díjai
Celtic FC
- Skót bajnokság
  - bajnok (7): 1965–66, 1966–67, 1967–68, 1968–69, 1969–70, 1970–71, 1971–72
- Skót kupa
  - győztes (5): 1965, 1967, 1969, 1971, 1972
- Bajnokcsapatok Európa-kupája (BEK)
  - győztes: 1966–67
  - döntős: 1969–70